# Posseïts
Posseïts (títol original en polonès Opętani) és una novel·la gòtica de 1939 escrita per Witold Gombrowicz. Inicialment fou publicada per l'autor ocultant-se amb un pseudònim (Zdzisław Niewieski) durant la darreria dels anys 1930, confessant la seua autoria poc abans de morir. La qualitat de la novel·la és objecte de disputa.
La novel·la era publicada per entregues en dos periòdics, trobant-se interrompuda la conclusió per l'esclat de la guerra. El 1986 es trobà l'últim capítol.
Maria Janion considera la novel·la com a part important de les obres de l'autor, mentre que Jerzy Jarzębski considera que el text pateix d'esquematisme. Łukasz Tischner considera que Jarzębski té raó, matisant que Opętani és un bon llibre mediocre més que un llibre roïn bo.

## Anàlisi
Ewa Graczyk interpreta la novel·la com que tracta el tema de l'homosexualitat.
La inspiració de la novel·la foren els escrits de Julian Ochorowicz sobre els mèdiums. De fet, el personatge Hińcz està basat en aquesta persona. A més, l'argument de la novel·la mostra una influència clara dels testimonis dels experiments de mèdiums d'Ochorowicz.